# 理夏德·祖布
理夏德·祖布（波蘭語：Ryszard Zub；1934年3月24日—2015年1月11日），波兰男子击剑运动员。他曾代表波兰参加1956年、1960年和1964年夏季奥林匹克运动会击剑比赛，获得二枚银牌和一枚铜牌。